# Kamienisko (województwo opolskie)
Kamienisko – osada w Polsce, w województwie opolskim, w powiecie kluczborskim, w gminie Kluczbork.
W 1949 roku oficjalnie wprowadzono polską nazwę Kamienisko w miejsce niemieckiej nazwy Steinberg.
Do 31 grudnia 2024 roku miejscowość była częścią wsi Biadacz.